# Smilax china
Smilax china, Kinarot, är en enhjärtbladig växtart som beskrevs av Carl von Linné. Smilax china ingår i släktet Smilax och familjen Smilacaceae.

## Underarter
Arten delas in i följande underarter:
- S. c. china
- S. c. yanagitai

## Bildgalleri

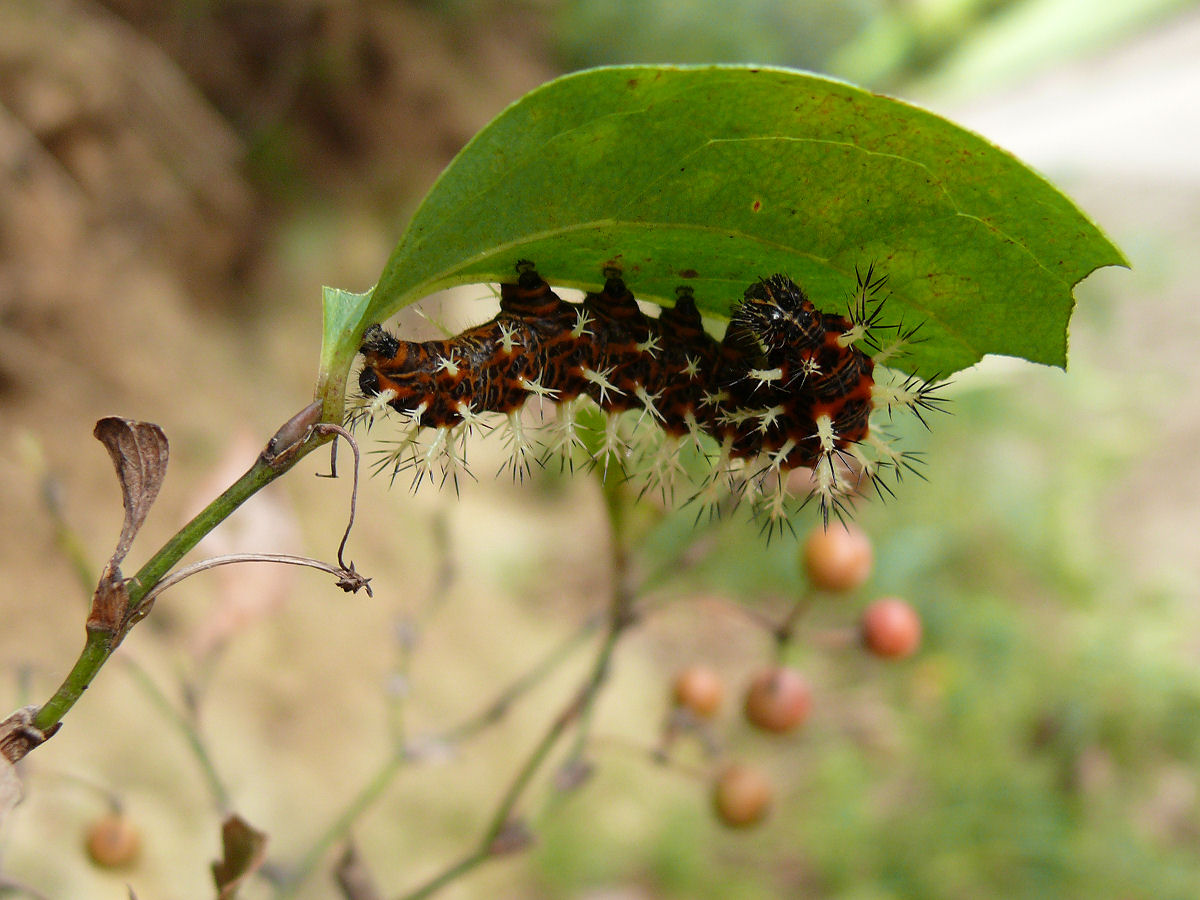
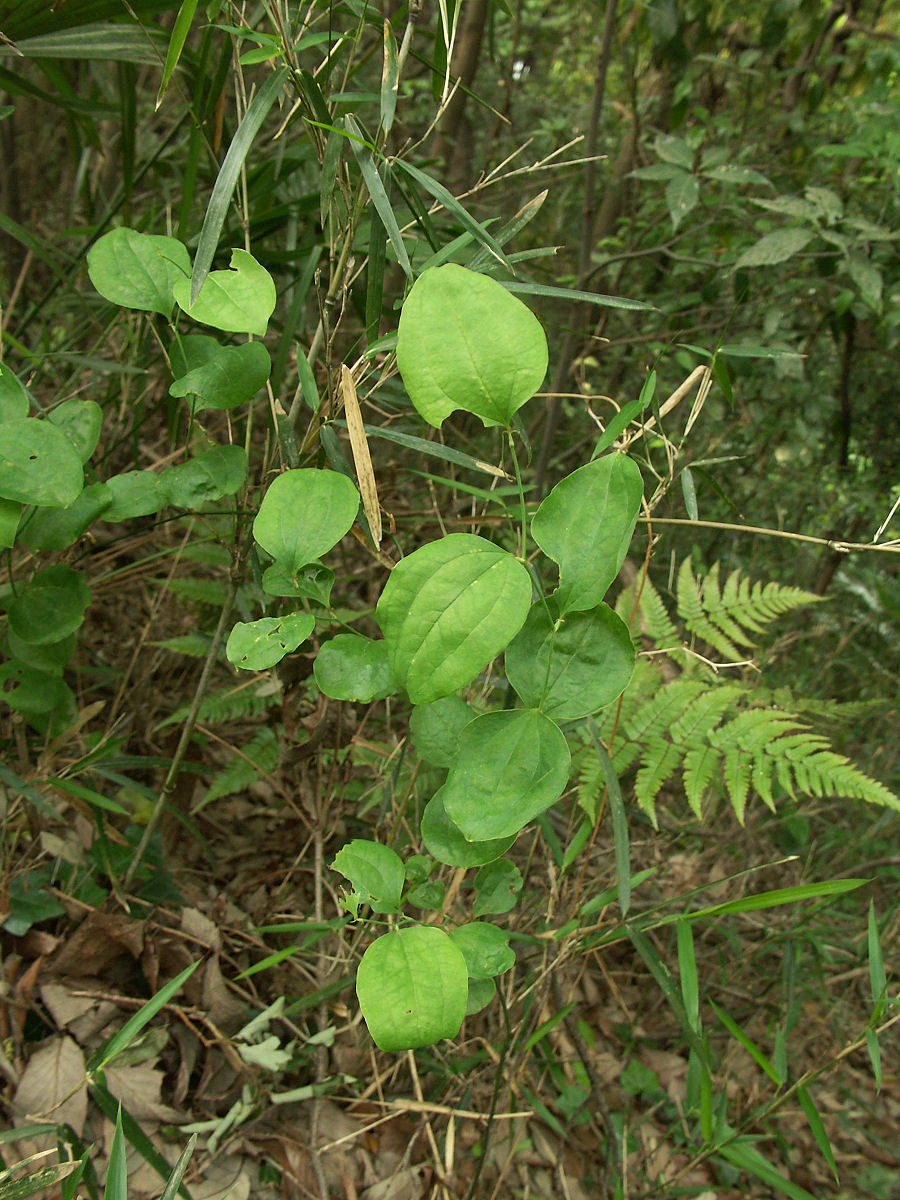
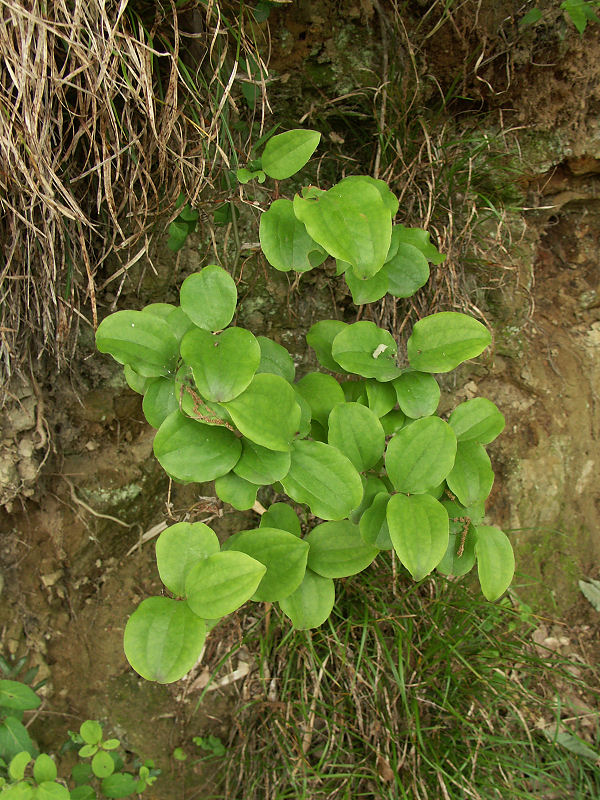
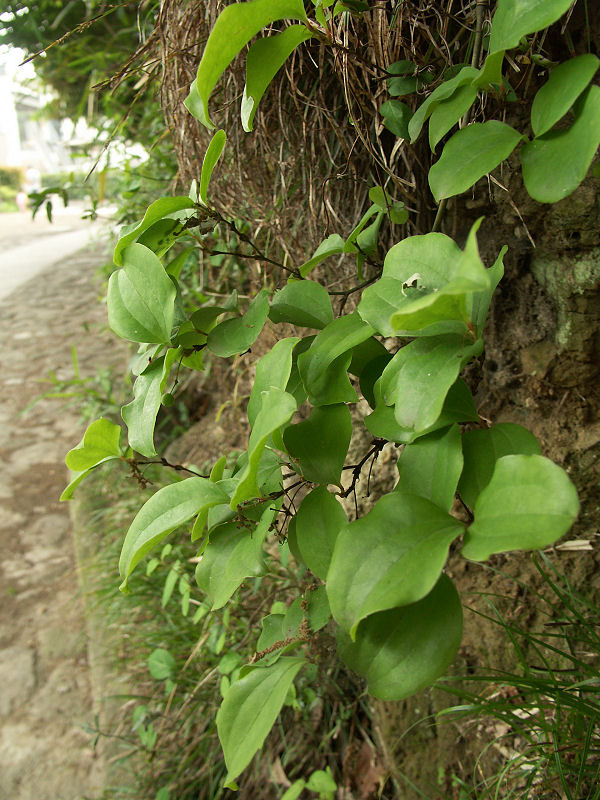
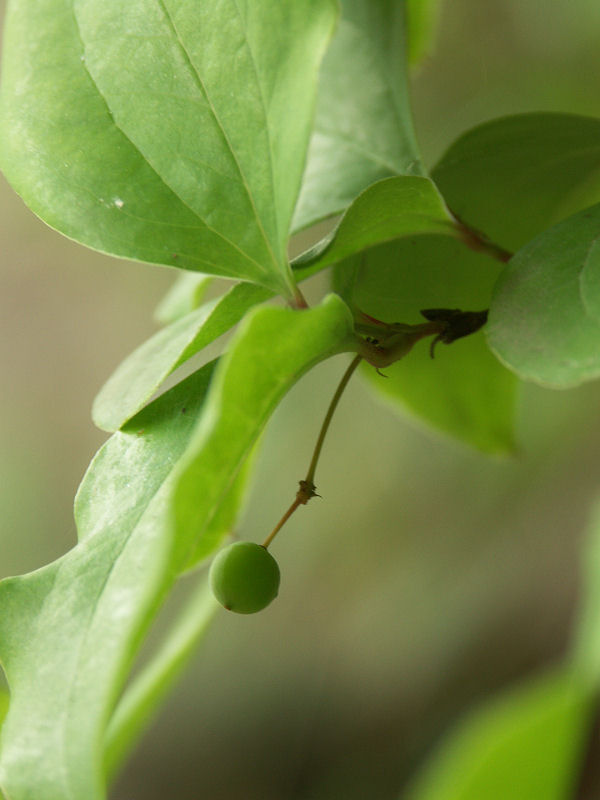
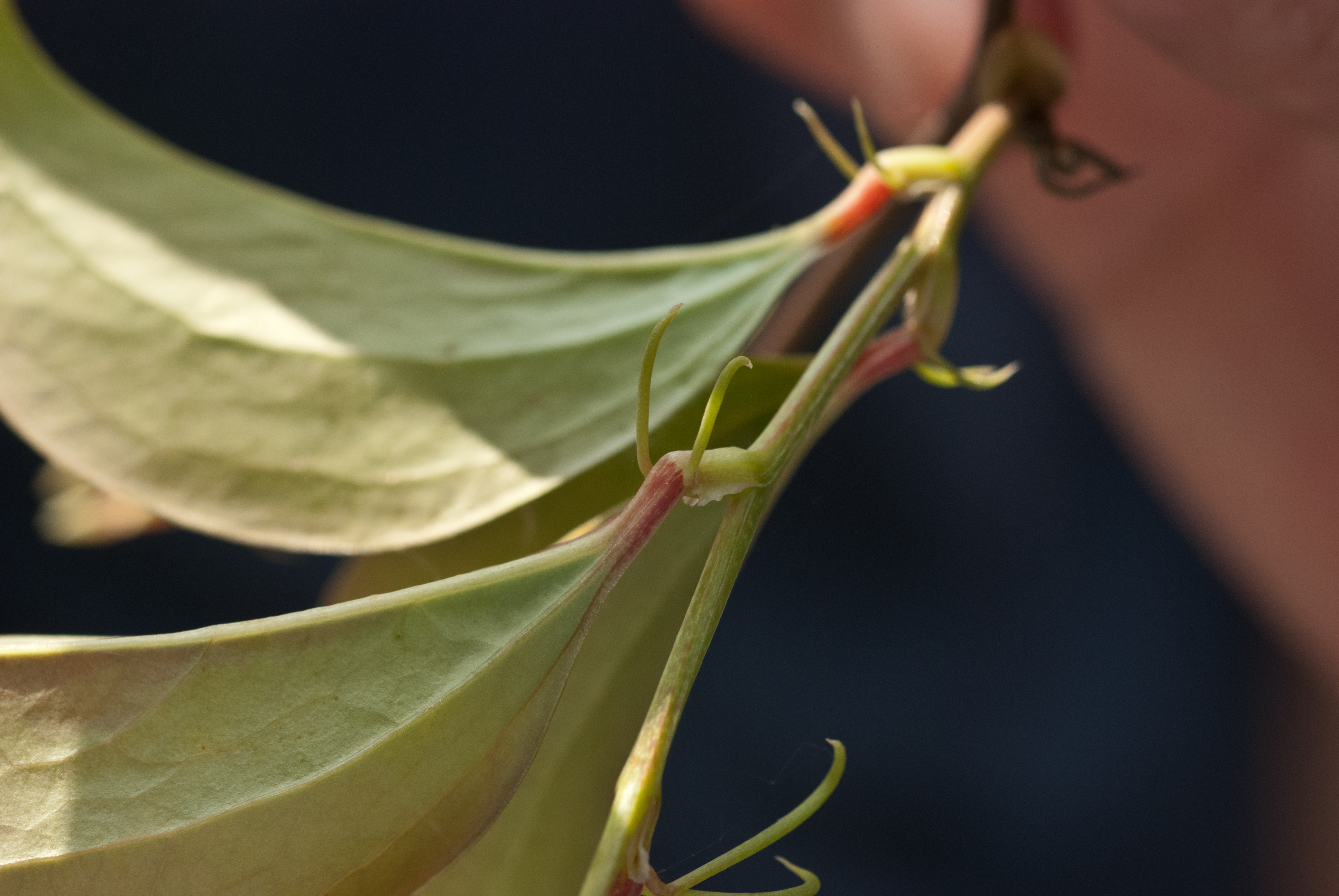